# Kuddewörde
Kuddewörde (Saxon cổ: Kuthenworden) là một đô thị thuộc district of Lauenburg, trong bang Schleswig-Holstein, nước Đức. Đô thị Kuddewörde có diện tích 7,34 km², dân số thời điểm 31 tháng 12 năm 2006 là 1377 người. Đô thị này nằm bên sông Bille.
Ở đây có nhà thờ St. Andreaskirche thế kỷ 13.

## Liên kết ngoài

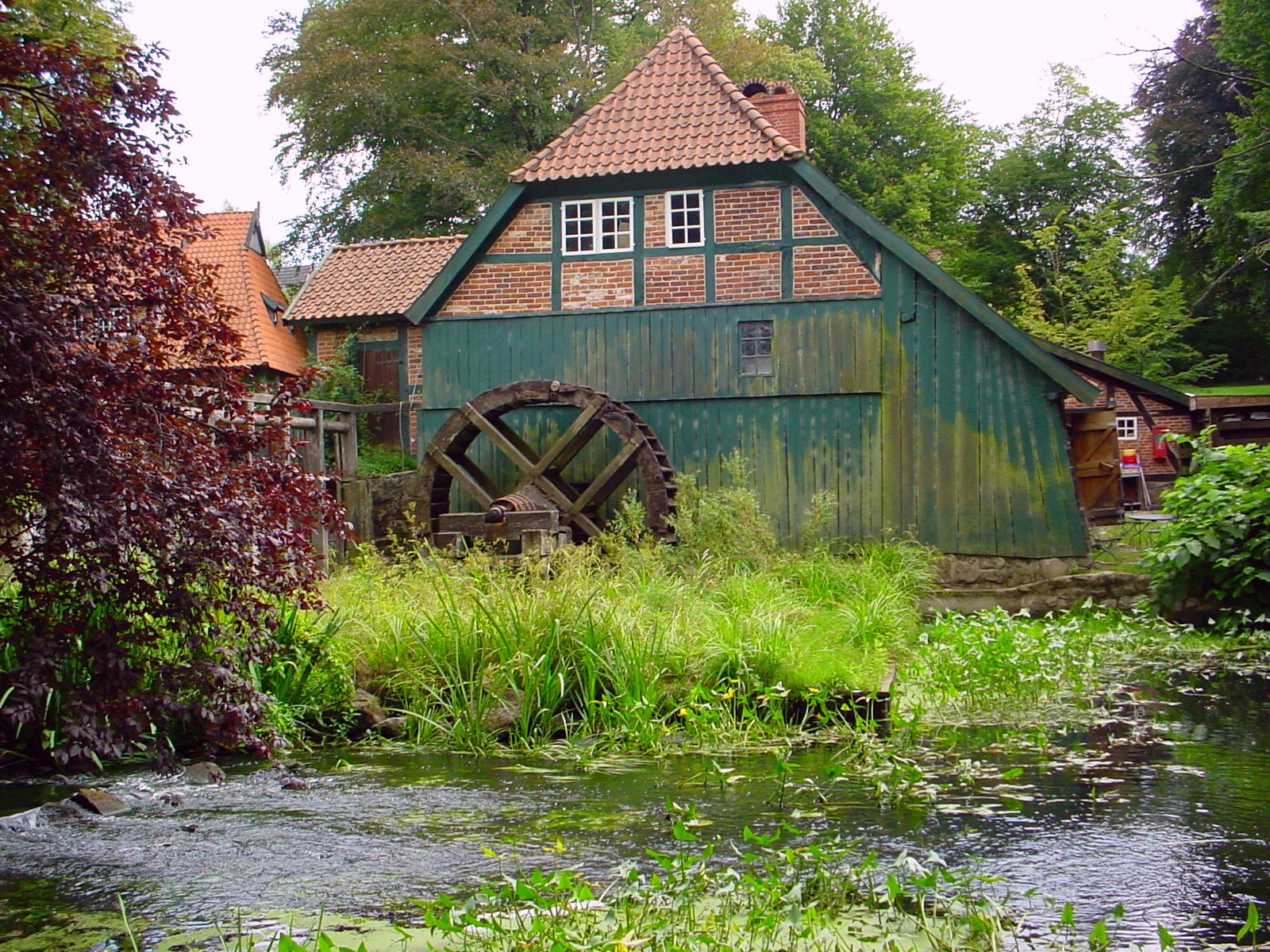
The "Grander Mühle" watermill at Kuddelwörde